# Gabon Airlines
Gabon Airlines war eine gabunische Fluggesellschaft mit Sitz in Libreville und Drehkreuz am dortigen Flughafen Libreville Leon M'ba.

## Geschichte
Die Fluggesellschaft befand sich im Besitz von privaten Investoren, Banken und Versicherungen. Am 8. November 2006 erteilte das Ministerium von Gabun die offizielle Genehmigung, Linienflüge im Land durchzuführen und startete am 11. April 2007 die Fluggesellschaft ihren ersten Flug von Libreville nach Paris. Ethiopian Airlines übernahm das Personalmanagement und führte die Wartung der Flugzeuge durch. Die Fluggesellschaft stellte 2011 ihren Flugbetrieb ein, nachdem die Europäische Union diese auf die Liste der Betriebsuntersagungen für den Luftraum der Europäischen Union gesetzt hat. Daraufhin entzog zudem das Luftfahrtministerium die Betriebsbewilligung.

### Weiternutzung des Namens
2015 wurde bekannt, dass Gabon Airlines als Tropical Air Gabon wiederauferstehen soll, die Zulassung dafür erhielt die neue Fluggesellschaft Ende Mai 2015.

## Ziele
Das Hauptgeschäft der Fluggesellschaft waren Flugverbindungen zwischen Afrika und Europa, es wurden unter anderem Flüge nach Paris und Johannesburg angeboten.

## Flotte
Zuletzt bestand die Flotte der Gabon Airlines aus zwei Flugzeugen:
- 1 ATR 42-300 (betrieben durch Solenta Aviation)
- 1 Boeing 767-200